# Região Geográfica Imediata de Iturama

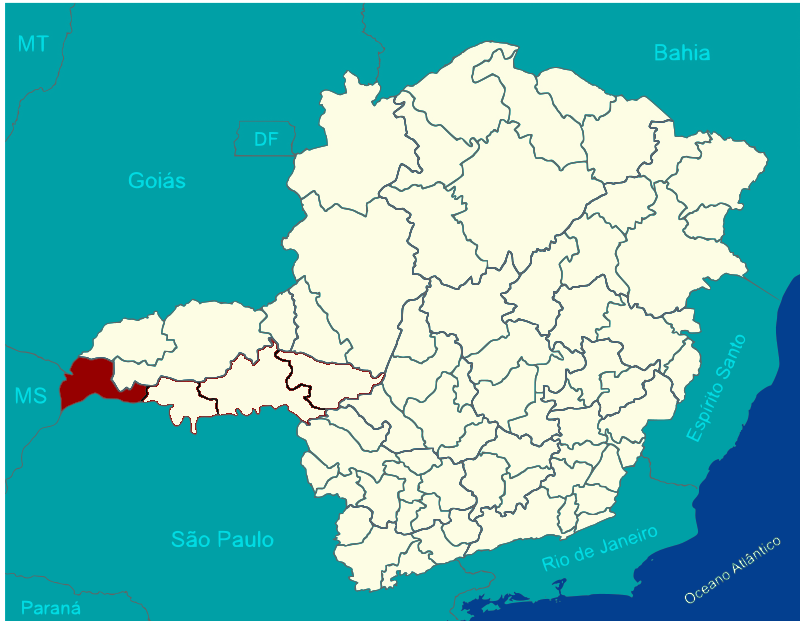
Região Geográfica Imediata de Iturama.

A Região Geográfica Imediata de Iturama é uma das 70 regiões geográficas imediatas do Estado de Minas Gerais, uma das quatro regiões geográficas imediatas que compõem a Região Geográfica Intermediária de Uberaba e uma das 509 regiões geográficas imediatas do Brasil, criadas pelo IBGE em 2017.

## Municípios
É composta por 5 municípios.
- Carneirinho
- Iturama
- Limeira do Oeste
- São Francisco de Sales
- União de Minas

## Estatísticas
Tem uma população estimada pelo IBGE para 1.º de julho de 2017 de 66 814 habitantes e área total de 7 063,285 km².